# الصحة البيئية

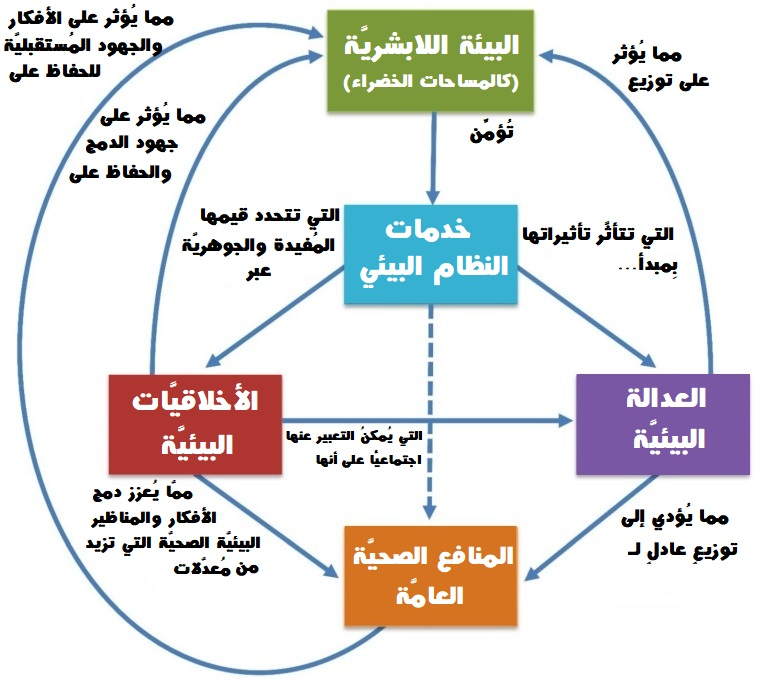
خريطة مفاهيمية توضح الصلات بين الطبيعة الغير متعلقة بالانسانية وخدمات النظام البيئي والأخلاقيات البيئية والعدالة البيئية والصحة العامة.

الصحة البيئية هي فرع الصحة العامة المعني بجميع جوانب البيئة الطبيعية والمبنية التي تؤثر على صحة الإنسان. تركز الصحة البيئية على البيئات الطبيعية والصناعية لصالح صحة الإنسان. التخصصات الرئيسية للصحة البيئية هي: العلوم البيئية؛ الطب البيئي والمهني، علم السموم وعلم الأوبئة.
المصطلحات الأخرى التي تشير إلى أو تتعلق بالصحة البيئية هي الصحة العامة البيئية، وحماية الصحة العامة / حماية الصحة البيئية.

## تعريفات
تم تعريف الصحة البيئية في وثيقة عام 1999 من قبل منظمة الصحة العالمية (WHO) على النحو التالي:
تسمى هذه الجوانب من صحة الإنسان والمرض التي تحددها العوامل في البيئة الصحة البيئية. وتشير أيضًا إلى نظرية وممارسة تقييم العوامل والسيطرة عليها في البيئة التي يمكن أن تؤثر على الصحة.
تشمل الصحة البيئية على النحو المستخدم في المكتب الإقليمي لأوروبا التابع لمنظمة الصحة العالمية، الآثار المرضية المباشرة للمواد الكيميائية والإشعاع وبعض العوامل البيولوجية، والآثار (غير المباشرة في كثير من الأحيان) على الصحة والرفاهية للبيئة المادية والنفسية والاجتماعية والثقافية الواسعة، والتي تشمل الإسكان، والتنمية الحضرية، واستخدام الأراضي والنقل.
اعتبارًا من عام 2016، ينص موقع منظمة الصحة العالمية الخاص بالصحة البيئية على أن «الصحة البيئية تتناول جميع العوامل الفيزيائية والكيميائية والبيولوجية الخارجة عن الشخص وجميع العوامل ذات الصلة التي تؤثر على السلوكيات. ويشمل تقييم ومراقبة تلك العوامل البيئية التي يمكن أن تؤثر على الصحة. إنه موجه نحو الوقاية من الأمراض وخلق بيئات داعمة للصحة. يستبعد هذا التعريف السلوك غير المتعلق بالبيئة، وكذلك السلوك المتعلق بالبيئة الاجتماعية والثقافية، وكذلك الجينات.»
كما عرّفت منظمة الصحة العالمية خدمات الصحة البيئية على أنها «تلك الخدمات التي تنفذ سياسات الصحة البيئية من خلال أنشطة المراقبة والمتابعة. كما أنها تؤدي هذا الدور من خلال تشجيع تحسين المعايير البيئية وتشجيع استخدام التقنيات والسلوكيات الصديقة للبيئة. لديهم أيضًا دور رائد في تطوير واقتراح مجالات جديدة للسياسة».  
يمكن اعتبار مصطلح الطب البيئي تخصصًا طبيًا أو فرعًا من مجالات الصحة البيئية الأوسع نطاقًا. [بحاجة لمصدر] المصطلحات غير مثبتة بالكامل، وفي كثير من البلدان الأوروبية يتم استخدامها بالتبادل. [بحاجة لمصدر]

## التخصصات
تساهم خمسة تخصصات أساسية بشكل عام في مجال الصحة البيئية: علم الأوبئة البيئية، وعلم السموم، وعلوم التعرض، والهندسة البيئية، والقانون البيئي. يساهم كل من هذه التخصصات في معلومات مختلفة لوصف المشكلات والحلول في الصحة البيئية، ولكن هناك بعض التداخل بينها.
- يدرس علم الأوبئة البيئية العلاقة بين التعرضات البيئية (بما في ذلك التعرض للمواد الكيميائية والإشعاع والعوامل الميكروبيولوجية وغيرها) وصحة الإنسان. دراسات الرصد، التي تراقب ببساطة التعرضات التي تعرض لها الناس بالفعل، شائعة في علم الأوبئة البيئية لأن البشر لا يمكن أخلاقيا أن يتعرضوا لعوامل معروفة أو يشتبه أنها تسبب المرض. في حين أن عدم القدرة على استخدام تصاميم الدراسة التجريبية هو قيد على علم الأوبئة البيئية، فإن هذا التخصص يلاحظ مباشرة التأثيرات على صحة الإنسان بدلاً من تقدير الآثار المترتبة على الدراسات على الحيوانات. [بحاجة لمصدر]
- يدرس علم السموم كيف تؤدي التعرضات البيئية إلى نتائج صحية محددة، بشكل عام في الحيوانات، كوسيلة لفهم النتائج الصحية المحتملة في البشر. ميزة علم السموم هي القدرة على إجراء تجارب معشاة ذات شواهد ودراسات تجريبية أخرى لأنها يمكن أن تستخدم موضوعات حيوانية. ومع ذلك، هناك العديد من الاختلافات في البيولوجيا الحيوانية والبشرية، ويمكن أن يكون هناك الكثير من عدم اليقين عند تفسير نتائج الدراسات على الحيوانات لآثارها على صحة الإنسان. [بحاجة لمصدر]
- تعرض علوم التعرض التعرض البشري للملوثات البيئية عن طريق تحديد وقياس التعرض. يمكن استخدام علم التعرض لدعم علم الأوبئة البيئية من خلال وصف أفضل للمخاطر البيئية التي قد تؤدي إلى نتيجة صحية معينة، أو تحديد التعرضات الشائعة التي يمكن فهم نتائجها الصحية بشكل أفضل من خلال دراسة علم السموم، أو يمكن استخدامها في تقييم المخاطر لتحديد ما إذا كان التيار مستويات التعرض قد تتجاوز المستويات الموصى بها. يتمتع علم التعرض بميزة القدرة على تحديد التعرضات لمواد كيميائية محددة بدقة، لكنه لا يولد أي معلومات حول النتائج الصحية مثل علم الأوبئة البيئية أو علم السموم. [بحاجة لمصدر]
- تطبق الهندسة البيئية المبادئ العلمية والهندسية لحماية السكان من آثار العوامل البيئية الضارة؛ حماية البيئات من الآثار الضارة المحتملة للأنشطة الطبيعية والبشرية؛ والتحسين العام لجودة البيئة. [بحاجة لمصدر]
- يشمل القانون البيئي شبكة المعاهدات والقوانين واللوائح والقوانين العامة والعرفية التي تتناول آثار النشاط البشري على البيئة الطبيعية. [بحاجة لمصدر]

يمكن دمج المعلومات المستقاة من علم الأوبئة والسموم وعلوم التعرض لإجراء تقييم للمخاطر لمواد كيميائية معينة أو مخاليط من المواد الكيميائية أو عوامل الخطر الأخرى لتحديد ما إذا كان التعرض يشكل خطراً كبيراً على صحة الإنسان (من المحتمل أن يؤدي التعرض إلى تطور الأمراض ذات الصلة بالتلوث). يمكن استخدام هذا بدوره لتطوير وتنفيذ سياسة الصحة البيئية التي، على سبيل المثال، تنظم الانبعاثات الكيميائية، أو تفرض معايير للصرف الصحي المناسب.   يمكن الجمع بين إجراءات الهندسة والقانون لتوفير إدارة المخاطر لتقليل ومراقبة وإدارة تأثير التعرض لحماية صحة الإنسان لتحقيق أهداف سياسة الصحة البيئية.

## مخاوف

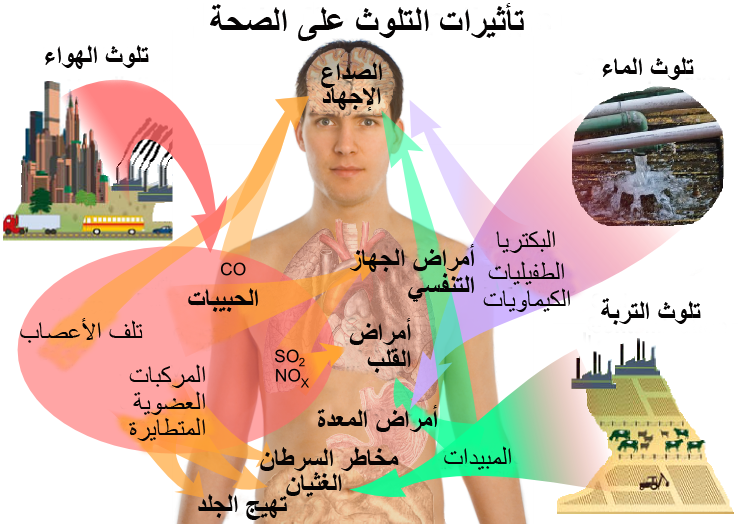
نظرة عامة على الآثار الصحية الرئيسية على البشر من بعض أنواع التلوث الشائعة.

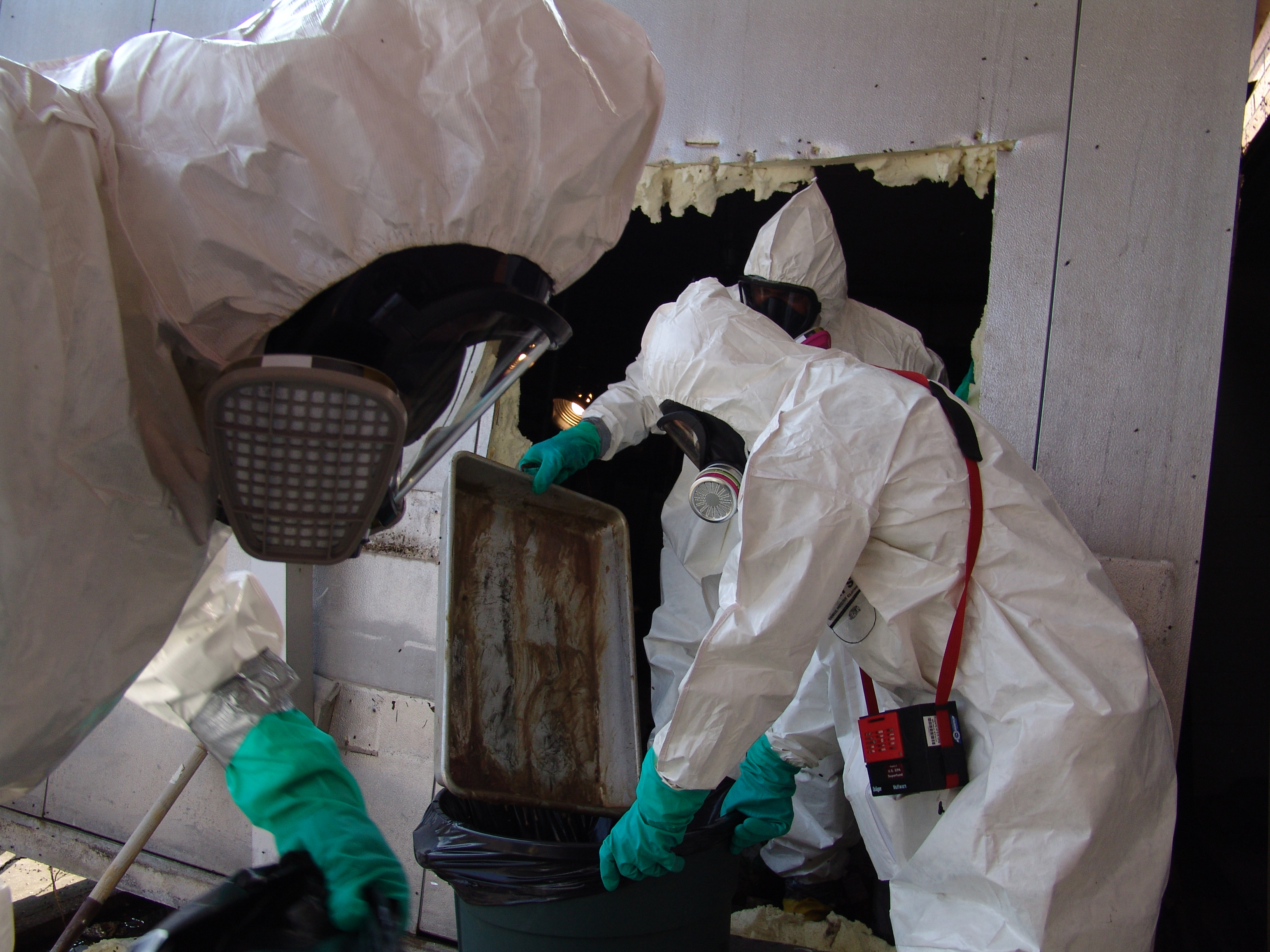
قام فريق FEMA / EPA للمواد الخطرة بإزالة المخاطر المتبقية في أعقاب إعصار كاترينا، 2005.

تتناول الصحة البيئية جميع الجوانب المتعلقة بالصحة البشرية للبيئة الطبيعية والبيئة الصناعية. تشمل اهتمامات الصحة البيئية:
- جودة الهواء، بما في ذلك الهواء المحيط الخارجي وجودة الهواء الداخلي، والتي تضم أيضًا مخاوف بشأن دخان التبغ البيئي.
- السلامة الأحيائية
- تغير المناخ وآثاره على الصحة.
- التأهب للكوارث والاستجابة لها.
- سلامة الأغذية، بما في ذلك في مجال الزراعة، والنقل، وتجهيز الأغذية، وتوزيع وبيع الجملة والتجزئة.
- إدارة المواد الخطرة، بما في ذلك إدارة النفايات الخطرة، ومعالجة المواقع الملوثة، ومنع التسربات من صهاريج التخزين تحت الأرض ومنع تسرب المواد الخطرة إلى البيئة والاستجابة لحالات الطوارئ الناتجة عن مثل هذه الإطلاقات.
- الإسكان، بما في ذلك الحد من الإسكان دون المستوى المطلوب والتفتيش على السجون والسجون.
- الوقاية من التسمم بالرصاص أثناء الطفولة.
- تخطيط استخدام الأراضي، بما في ذلك النمو الذكي.
- التخلص من النفايات السائلة، بما في ذلك محطات معالجة مياه الصرف الصحي في المدينة وأنظمة التخلص من مياه الصرف الصحي في الموقع، مثل أنظمة خزانات الصرف الصحي والمراحيض الكيميائية.
- إدارة النفايات الطبية والتخلص منها.
- التحكم في التلوث الضوضائي.
- الصحة المهنية والنظافة الصناعية.
- الصحة الإشعاعية، بما في ذلك التعرض للإشعاعات المؤينة من الأشعة السينية أو النظائر المشعة.
- الوقاية من أمرض المياه الترفيهية، بما في ذلك من حمامات السباحة والمنتجعات الصحية والمحيط والمياه العذبة أماكن الاستحمام.
- مياه شرب آمنة.
- إدارة النفايات الصلبة، بما في ذلك مدافن النفايات ومرافق إعادة التدوير ومحطات التسميد ونقل النفايات الصلبة.
- التعرض للمواد الكيميائية السامة سواء في المنتجات الاستهلاكية أو الإسكان أو أماكن العمل أو الهواء أو الماء أو التربة.
- مكافحة ناقلات الأمراض، بما في ذلك مكافحة البعوض والقوارض والذباب والصراصير وغيرها من الحيوانات التي قد تنقل مسببات الأمراض.

وفقًا للتقديرات الحديثة، فإن حوالي 5 إلى 10% من سنوات العمر المعدلة حسب الإعاقة (DALYs) المفقودة تعود إلى أسباب بيئية في أوروبا. إن العامل الأكثر أهمية هو تلوث الجسيمات الدقيقة في الهواء الحضري. وبالمثل، قدرت التعرضات البيئية بالمساهمة في وفاة 4.9 مليون (8.7 ٪) و86 مليون (5.7 ٪) من معدل السنة الحياتية للاعاقة. في الولايات المتحدة، تم العثور على مواقع سوبرفاند (Superfund) التي أنشأتها العديد من الشركات لتكون خطرة على صحة الإنسان والبيئة في المجتمعات المجاورة. كان هذا التهديد المتصوَّر، الذي أثار شبح الإجهاض والطفرات والعيوب الخلقية والسرطانات، أكثر ما يخيف العامة.

## معلومات
يعد برنامج معلومات السموم والصحة البيئية (TEHIP) موقعًا شاملاً لعلم السموم والصحة البيئية، ويشمل الوصول المفتوح إلى الموارد التي تنتجها الوكالات والمنظمات الحكومية الأمريكية، ويتم الحفاظ عليه تحت مظلة خدمة المعلومات المتخصصة في مكتبة الولايات المتحدة الوطنية للطب. يتضمن TEHIP روابط لقواعد البيانات الفنية، والببليوغرافيات، والبرامج التعليمية، والموارد الموجهة نحو المستهلك. TEHIP هي المسؤولة عن شبكة بيانات السموم (TOXNET)، وهو نظام متكامل لقواعد بيانات السموم والصحة البيئية بما في ذلك بنك بيانات المواد الخطرة، والذي هو متاحًا مجانًا.

## رسم الخرائط
هناك العديد من أدوات رسم خرائط الصحة البيئية. توكسماب (TOXMAP) هو نظام المعلومات الجغرافي (GIS) من قسم خدمات المعلومات المتخصصة في مكتبة الولايات المتحدة الوطنية للطب (NLM) يستخدم خرائط الولايات المتحدة لمساعدة المستخدمين على استكشاف البيانات بصريا من وكالة حماية البيئة بالولايات المتحدة (EPA) مخزن إصدار اسموم وبرامج البحوث الأساسية (Superfund) سوبرفاند. TOXMAP هو مورد تموله الحكومة الفيدرالية الأمريكية. يتم الحصول على معلومات الصحة الكيميائية والبيئية لـ TOXMAP من بيانات سموم NLM وبابميد (PubMed)، ومن مصادر موثوقة أخرى.

## تخصص الصحة البيئية
قد يُعرف محترفو الصحة البيئية بمسؤولي الصحة البيئية أو مفتشي الصحة العامة أو أخصائيي الصحة البيئية أو ممارسي الصحة البيئية أو أخصائيي الصحة. يلعب الباحثون وواضعو السياسات أيضًا أدوارًا مهمة في كيفية ممارسة الصحة البيئية في هذا المجال. في العديد من البلدان الأوروبية، يشارك الأطباء والأطباء البيطريون في الصحة البيئية. [بحاجة لمصدر] في المملكة المتحدة، يجب أن يكون الممارسون حاصلين على درجة علمية عليا في الصحة البيئية وأن يتم اعتمادهم وتسجيلهم في معهد تشارترد للصحة البيئية أو المعهد الملكي لصحة البيئة في اسكتلندا. في كندا، يتعين على الممارسين في مجال الصحة البيئية الحصول على درجة البكالوريوس المعتمدة في الصحة البيئية إلى جانب الشهادة المهنية الوطنية، شهادة فحص الصحة العامة (كندا) (CPHI (C. تتطلب العديد من الولايات في الولايات المتحدة أيضًا أن يكون لدى الأفراد درجة البكالوريوس والتراخيص المهنية لممارسة الصحة البيئية. [بحاجة لمصدر] يحدد قانون ولاية كاليفورنيا نطاق ممارسة الصحة البيئية على النحو التالي:
«نطاق الممارسة في الصحة البيئية» يعني ممارسة الصحة البيئية من قبل أخصائيي الصحة البيئية المسجلين في القطاعين العام والخاص بالمعنى المقصود في هذه المقالة وتشمل، على سبيل المثال لكن لا تقتصر علي، التنظيم والإدارة والتعليم والإنفاذ والتشاور الاستجابة الطارئة لغرض الوقاية من مخاطر الصحة البيئية وتعزيز وحماية الصحة العامة والبيئة في المجالات التالية: حماية الأغذية؛ الإسكان؛ الصحة البيئية المؤسسية؛ استخدام الأراضي؛ السيطرة على ضوضاء المجتمع. مناطق السباحة الترفيهية والمياه. السيطرة على الإشعاع الكهرومغناطيسي. إدارة المواد الصلبة والسائلة والخطرة؛ التحكم في خزان التخزين تحت الأرض؛ أنظمة الصرف الصحي في الموقع؛ مكافحة ناقلات الأمراض؛ جودة مياه الشرب؛ مياه الصرف الصحي؛ التأهب للطوارئ؛ والصرف الصحي للحليب والألبان بموجب المادة 33113 من قانون الأغذية والزراعة.
كان لمهنة الصحة البيئية جذورها الحديثة في حركة الصحة العامة والصحة العامة في المملكة المتحدة. وقد تجلى هذا في السير إدوين تشادويك، الذي كان له دور فعال في إلغاء القوانين السيئة، وفي عام 1884 كان الرئيس المؤسس لجمعية مفتشي الصحة العامة، التي تسمى الآن المعهد القانوني للصحة البيئية. [بحاجة لمصدر]